# La voce del silenzio/Una piccola candela
La voce del silenzio/Una piccola candela è un 45 giri del cantante italiano Tony Del Monaco, pubblicato dalla CGD (catalogo N 9675) nel febbraio 1968.

## I brani

### La voce del silenzio
La voce del silenzio, presente sul lato A del disco, è il brano che ha partecipato al Festival di Sanremo 1968 in abbinamento con Dionne Warwick, classificandosi al 14º posto (cioè, ultimo dei finalisti). Il testo è di Paolo Limiti e Mogol, mentre la musica e l'arrangiamento sono del mº Elio Isola.

### Una piccola candela
Una piccola candela, presente sul lato B del disco, è il brano scritto da Enrico Polito (musica), Tony Del Monaco e Giancarlo Guardabassi (testo). L'arrangiamento è curato dal mº Elvio Monti.

## Tracce

### Lato A
1. La voce del silenzio (Festival di Sanremo 1968) – 3:08 (testo: Paolo Limiti, Mogol – musica: Elio Isola; edizioni musicali Sugarmusic/Picchio Rosso)

### Lato B
1. Una piccola candela (testo: Tony Del Monaco, Giancarlo Guardabassi – musica: Enrico Polito; edizioni musicali Apollo)